# Antipolitik
Antipolitik är en tankeströmning som opponerar sig gentemot "det politiska", i sig. Antipolitiken förkastar således de praktiker och attityder som förekommer i politiken.
Antipolitik är dock inte samma sak som apolitism, i och med att de som anser sig vara antipolitiska aldrig ställer sig neutrala, utan den som är antipolitisk opponerar sig konsekvent mot politik. Antipolitik är inte heller, på grund av att det förkastar politik i sig, "vänster" eller "höger". Vissa som är antipolitiska är också upplysningskritiska och arbetskritiska.

## Tankegods
Antipolitik förekommer dels som en medveten hållning, och dels som en av andra utpekad samhällelig tendens.
Den aktiva antipolitiken fördömer politiken för politikens ideologiska, meningslösa, anakronistiska, och ibland även tråkiga sätt.

### Antipolitik och andra tankeströmningar
Det förekommer också att de som är antipolitiska även kritiserar upplysningen, respektive de samhällen vilka verkar i dess anda, för att man menar att dessa är tilltagande totalitära. Man kritiserar också de politiska teorierna som förknippas med det kapitalistiska samhället så som de utvecklades under moderniteten, för att vara ett i mångt och mycket metafysisk-normativa tankebyggen. Det förekommer också att man menar att kritisk reflexion omöjliggörs av historiskt specifik ontologi, där kategorier som "ekonomin" "politiken" "subjektet" "objektet" och så vidare, är kulturellt specifika världsåskådningar, vilka är konstruerade sociohistoriskt, men kommer att upplevas som självklara och transhistoriska koncept i moderniteten.